# Глазго, Уэйн
Уэйн Глазго (англ. Victor Wayne Glasgow, 17 января 1926, Дакома, Оклахома — 31 декабря 2000, Бартлсвилл, Оклахома) — американский баскетболист, участник летних Олимпийских игр 1952 года в Хельсинки, олимпийский чемпион.

## Биография
Уэйн Глазго играл в бейсбол и баскетбол в Университете Оклахомы. В 1950 году окончил университет. Основным видом спорта для него был баскетбол. В 1950-1954 годах играл в команде Phillips Petroleum Co. 66er's. В течение 30 лет работал в нефтяной компании.